# BMW M20

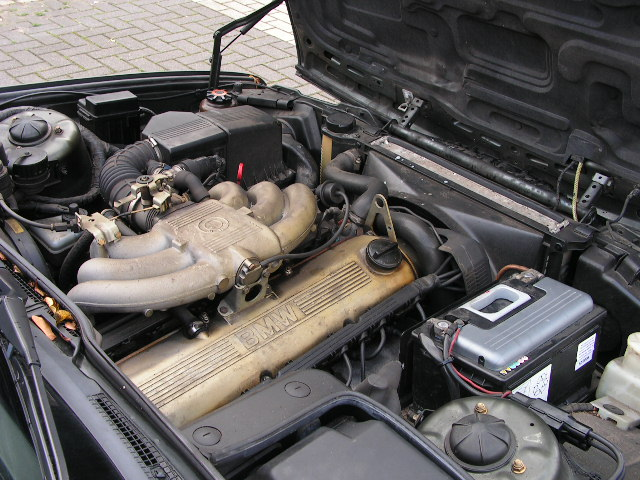
BMW M20-motor

De BMW M20 is een zescilinder motorserie die in de jaren zeventig door BMW ontworpen werd voor de 3- en de 5-serie sedans. De cilinders staan, zoals bij alle BMW zescilindermotoren, in lijn (zie lijnmotor). De M20 zescilinder is samengesteld uit een compact gietijzeren motorblok met een lichtmetalen cilinderkop waarin een enkele, door een tandriem aangedreven bovenliggende nokkenas via tuimelaars de kleppen bedient.
De M20 kenmerkt zich door een bijzonder rustige, trillingsvrije loop in elk toerengebied. Het karakter van de motor is sportief, in de zin dat vanaf ongeveer 3500 toeren de trekkracht fenomenaal toeneemt en de motor als een turbine doortrekt tot boven de 6000 toeren. Dit motorkarakter ontstaat vooral door het “getunede” inlaattraject waarbij in de aanzuigbuizen, alle van gelijke lengte, een luchtkolom mee-resoneert en zo voor een lichte overdruk in de verbrandingskamers zorgt. Dit veroorzaakt een licht turbo-effect in een beperkt toerengebied. Het inlaatspruitstuk is een duidelijk uiterlijk kenmerk van de M20 motoren.

## Historie
Tussen 1977 en 1990 beschikte het BMW concern in grote lijnen over drie motorenseries: De 4-cilinders (M10, 1.5 tot 2.0 liter) de kleine 6-cilinders (M20, 1990 tot 2693 cm³) en de grote 6-cilinders (M30, 2494 tot 3453 cm³). Een speciale categorie werd gevormd door de 4- en 6-cilinder motoren van de afdeling Motorsport met vier kleppen per cilinder die werden gebruikt in de M3, M1 en M5. De M3 (E30)motor was afgeleid van de M10 en de M1 (E26)- en M5 (E28/E34)motoren waren afgeleid van de M30.
In 1977 debuteerde de kleine zescilinder in de BMW 520 (E12), als opvolger van de 2-liter viercilinder die tot dan toe in de 520 gebruikt werd. In de BMW 3-serie (E21) kwam in 1978 de 323i als topmodel beschikbaar met daarin een 2315 cm³ metende M20 met het K-Jetronic injectiesysteem van Bosch. Deze motor was ontstaan uit de 2-liter M20 door een krukas met langere slag (76.8 mm) te gebruiken bij gelijkblijvende boring (80 mm). De krachtbron leverde 143 pk en maakte van de 323i een voor die tijd zeer snelle sportsedan. Toen halverwege de jaren ’80 de katalysator zijn intrede deed, wilde BMW niet, zoals veel andere merken, concessies doen aan het motorvermogen. BMW slaagde erin de 2-liter M20 op 91-octaan loodvrije benzine hetzelfde vermogen te laten leveren als de “vuile” 2-liter die op 96-octaan loodhoudende benzine liep, met alleen een reductie van de trekkracht (164 vs 174 Nm). De 2,3 liter motor, die eerst 143 en later 150 pk leverde, werd vervangen door de M20B25 die uit een slagvolume van 2494 cm³ een vermogen haalde van 170 pk. Deze laatste motor werd gebruikt in de 325i (E30), de Z1 (roadster) en tussen 1988 en 1990 ook in de 5-serie (E34).
Een bijzondere motorvariant in de M20-motorserie werd gevormd door de zogenaamde “eta”-motor, die uit een groot slagvolume een relatief laag vermogen haalde, maar veel trekkracht leverde. Deze motor was veel zuiniger dan de 2.0L versie met hetzelfde vermogen. De M20-eta werd gebruikt in de BMW’s 325e en 525e van de jaren ’80.
In 1990 werd de M20 opgevolgd door de M50. In deze motor werden boring en slagverhouding van de M20 gehandhaafd, maar werden 4 kleppen per cilinder ingevoerd en vanaf 1992 ook variabele kleptiming (VANOS).

## Motorgegevens
| boring x slag [mm]   | 80x66     | 80x76.8   | 84x75     | 84x81     |           |           |
| motorbouw            | 6 in lijn | 6 in lijn | 6 in lijn | 6 in lijn | 6 in lijn | 6 in lijn |
| slagvolume [cc]      | 1990      | 2315      | 2494      | 2692      |           |           |
| vermogen [pk]        | 129       | 143/150   | 170       | 122/129   |           |           |
| bij toerental [/min] | 6000      | 6000      | 5800      | 4250      |           |           |
| koppel [Nm]          | 174       | 205       | 222       | 230       |           |           |
| bij toerental [/min] | 4000      | 4000      | 4000      | 3250      |           |           |